# Vlag van Henegouwen
De vlag van de Belgische provincie Henegouwen is een vlag met vier vlakken op een gele achtergrond, waarin zich elk een leeuw bevindt. Deze leeuwen zijn sabel en keel. De provincie Henegouwen heeft geen officiële vlag, maar gebruikt een banier ontworpen uit het wapenschild, welke dus geldt als 'vlag van Henegouwen'.

## Ontwerp
De vlag van Henegouwen bestaat uit vier kwartieren met elk een leeuw. Linksboven en rechtsonder een leeuw van sabel (zwart), rechtsboven en linksonder een leeuw van keel (rood). De leeuwen zijn afkomstig van het wapenschild van Henegouwen. De leeuwen zijn ontleend uit de Vlaamse vlag.
De vlag wordt gebruikt in hoogte-breedteverhouding 1:1 (vierkant) en 2:3.

## Afgekeurd vlagontwerp
Léon Nyssen stelde op 30 oktober 2001 een vlag voor de provincie Henegouwen voor aan de provinciale autoriteiten. Het vlagontwerp is een omzetting van het provinciewapen. De verhoudingen zijn 2:3; de linkerhelft van de vlag is drie verticale banen geel-zwart-rood, terwijl de rechterhelft van de vlag horizontale banen geel-rood-blauw is. Op 6 december 2001 deelde gouverneur Michel Tromont aan Léon Nyssen mee dat de Bestendige Deputatie van de provincieraad tijdens haar vergadering van 15 november 2001 het voorstel had verworpen en had besloten het wapenbanier als de onofficiële vlag van Henegouwen te behouden.

Generieke vlag van Henegouwen (1:1)
Generieke vlag van Henegouwen (2:3)
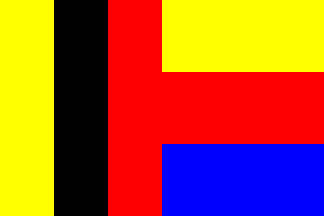
Afgekeurd vlagontwerp
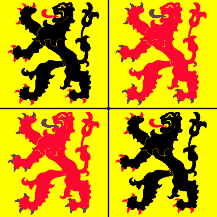
Oude onofficiële wapenbanier
Vlag van de Gouverneur van Henegouwen
Vlag van Vlaanderen
Vlag van Henegouwen onder Boudewijn V (1:1)
Vlag van Henegouwen onder Boudewijn V (2:3)